# جوزيه سكوت
جوزيه سكوت (بالإنجليزية: Josiah Scott) هو قاضي ورياضياتي ومحامي وسياسي أمريكي، ولد في 1 ديسمبر 1803 في الولايات المتحدة، وتوفي بنفس المكان في 15 يونيو 1879. حزبياً، نشط في الحزب الجمهوري. انتخب Supreme Court of Ohio ‏ وانتخب عضو مجلس نواب أوهايو.